# Eurocopa Femenina 2013
La Eurocopa Femenina 2013 es un torneo de fútbol femenino. Suecia fue la anfitriona en la etapa final que se disputó entre el 10 de julio y el 28 de julio de 2013. Los partidos se jugaron en Gotemburgo, Växjö, Halmstad, Kalmar, Linköping y Norrköping. La final se disputó en la nueva Friends Arena de Estocolmo.

## Estructura del campeonato
El Campeonato de Europa Femenino de la UEFA correspondiente al año 2013 se compone de una ronda preliminar, una fase de clasificación de grupos, los play-offs y la fase final formada por 12 selecciones que se disputará en Suecia.
Ronda preliminar
La conforman dos grupos de cuatro selecciones, que juegan a través de minitorneos con sede única entre el 3 y el 8 de marzo de 2011. Los ganadores de grupo acceden a la fase de clasificación.
Fase de clasificación de grupos
Los dos ganadores de la ronda preliminar se unen a las 36 selecciones con mejor ranking en cuatro grupos de cinco selecciones y tres de seis en un sistema de doble partido entre el 17 de septiembre de 2011 y el 19 de septiembre de 2012. Los ganadores de grupos y el mejor segundo (con mejor balance con el primero, tercero, cuarto y quinto de su grupo) acceden a la fase final, mientras los seis segundos van a los play-offs.
Play-offs
Estas seis selecciones quedan encuadradas en tres eliminatorias a doble partido que se jugarán el 20/21 y el 24/25 de octubre de 2012. Las tres selecciones con mejor coeficiente son cabezas de serie y juegan en casa el partido de vuelta. Los tres ganadores logran el pase para la fase final.
Fase final del torneo
La anfitriona Suecia se suma a los 11 clasificados para esta fase final, que se celebrará del 10 al 28 de julio de 2013. Habrá tres grupos de cuatro equipos. Los dos primeros de cada grupo y los dos mejores segundos pasan a los cuartos de final, donde la competición se basa en eliminatorias.

## Organización
El sorteo se realizó el 9 de noviembre de 2012 en Gotemburgo, Suecia.

### Sedes
| Gotemburgo      | Estocolmo                                                         | Norrköping            |
| --------------- | ----------------------------------------------------------------- | --------------------- |
| Gamla Ullevi    | Friends Arena                                                     | Estadio Iddrotsparken |
| Aforo: 16,600   | Aforo: 50,000                                                     | Aforo: 10,500         |
|                 |                                                                   |                       |
| Linköping       | · Halmstad Växjö Gotemburgo Estocolmo Kalmar Norrköping Linköping | Kalmar                |
| Linköping Arena | · Halmstad Växjö Gotemburgo Estocolmo Kalmar Norrköping Linköping | Kalmar Arena          |
| Aforo: 7,300    | · Halmstad Växjö Gotemburgo Estocolmo Kalmar Norrköping Linköping | Aforo: 10,900         |
|                 | · Halmstad Växjö Gotemburgo Estocolmo Kalmar Norrköping Linköping |                       |
| Halmstad        | · Halmstad Växjö Gotemburgo Estocolmo Kalmar Norrköping Linköping | Växjö                 |
| Örjans Vall     | · Halmstad Växjö Gotemburgo Estocolmo Kalmar Norrköping Linköping | Växjö Arena           |
| Aforo: 7,500    | · Halmstad Växjö Gotemburgo Estocolmo Kalmar Norrköping Linköping | Aforo: 10,000         |
|                 | · Halmstad Växjö Gotemburgo Estocolmo Kalmar Norrköping Linköping |                       |

## Equipos participantes
| Alemania     | 8 | Campeona en 1989, 1991, 1995, 1997, 2001, 2005, 2009 |
| Dinamarca    | 7 | Semifinalista en 1984, 1993                          |
| España       | 1 | Semifinalista en 1997                                |
| Finlandia    | 2 | Semifinalista en 2005                                |
| Francia      | 4 | Cuartos de final en 2009                             |
| Inglaterra   | 5 | Subcampeona en 2009                                  |
| Islandia     | 1 | Fase de grupos en 2009                               |
| Italia       | 9 | Subcampeona en 1993, 1997                            |
| Noruega      | 9 | Campeona en 1987, 1993                               |
| Países Bajos | 1 | Semifinalista en 2009                                |
| Rusia        | 3 | Fase de grupos en 1997, 2001, 2009                   |
| Suecia       | 8 | Campeona en 1984                                     |

1 Negrilla indica campeón para ese año. Italica indica anfitrión para ese año.

## Fase de grupos
- Todos los horarios corresponden a la Hora central europea de verano (UTC+2).

### Grupo A
| Selección | Pts. | PJ | PG | PE | PP | GF | GC | Dif. |
| --------- | ---- | -- | -- | -- | -- | -- | -- | ---- |
| Suecia    | 7    | 3  | 2  | 1  | 0  | 9  | 2  | 7    |
| Italia    | 4    | 3  | 1  | 1  | 1  | 3  | 4  | -1   |
| Dinamarca | 2    | 3  | 0  | 2  | 1  | 3  | 4  | -1   |
| Finlandia | 2    | 3  | 0  | 2  | 1  | 1  | 6  | -5   |

| 10 de julio de 2013, 18:00 | Italia | 0:0     | Finlandia | Örjans vall, Halmstad, Suecia                           |                                                         |
|                            |        | Reporte |           | Asistencia: 3011 espectadores Árbitro(s): Teodora Albon | Asistencia: 3011 espectadores Árbitro(s): Teodora Albon |

| 10 de julio de 2013, 20:30 | Suecia      | 1:1 (1ː1) | Dinamarca   | Gamla Ullevi, Gotemburgo, Suecia                              |                                                               |
|                            | Fischer 35' | Reporte   | 26' Knudsen | Asistencia: 16 128 espectadores Árbitro(s): Bibiana Steinhaus | Asistencia: 16 128 espectadores Árbitro(s): Bibiana Steinhaus |

| 13 de julio de 2013, 18:00 | Italia                     | 2:1 (0ː0) | Dinamarca    | Örjans vall, Halmstad, Suecia                            |                                                          |
|                            | Gabbiadini 55' · Mauro 60' | Reporte   | Brogaard 66' | Asistencia: 2190 espectadores Árbitro(s): Esther Staubli | Asistencia: 2190 espectadores Árbitro(s): Esther Staubli |

| 13 de julio de 2013, 20:30 | Finlandia | 0:5 (0ː3) | Suecia                                          | Gamla Ullevi, Gotemburgo, Suecia                               |                                                                |
|                            |           | Reporte   | 15' 36' Fischer · 38' Asllani · 60' 87' Schelin | Asistencia: 16 414 espectadores Árbitro(s): Cristina Dorcioman | Asistencia: 16 414 espectadores Árbitro(s): Cristina Dorcioman |

| 16 de julio de 2013, 20:30 | Suecia                                        | 3:1 (0ː0) | Italia         | Örjans vall, Halmstad, Suecia                             |                                                           |
|                            | Manieri 47' (a.g.) · Schelin 49' · Öqvist 57' | Reporte   | 78' Gabbiadini | Asistencia: 7288 espectadores Árbitro(s): Katalin Kulcsár | Asistencia: 7288 espectadores Árbitro(s): Katalin Kulcsár |

| 16 de julio de 2013, 20:30 | Dinamarca    | 1:1 (1ː0) | Finlandia   | Gamla Ullevi, Gotemburgo, Suecia                          |                                                           |
|                            | Brogaard 29' | Reporte   | 87' Sjölund | Asistencia: 8360 espectadores Árbitro(s): Kateryna Monzul | Asistencia: 8360 espectadores Árbitro(s): Kateryna Monzul |

### Grupo B
| Selección    | Pts. | PJ | PG | PE | PP | GF | GC | Dif. |
| ------------ | ---- | -- | -- | -- | -- | -- | -- | ---- |
| Noruega      | 7    | 3  | 2  | 1  | 0  | 3  | 1  | 2    |
| Alemania     | 4    | 3  | 1  | 1  | 1  | 3  | 1  | 2    |
| Islandia     | 4    | 3  | 1  | 1  | 1  | 2  | 4  | -2   |
| Países Bajos | 1    | 3  | 0  | 1  | 2  | 0  | 2  | -2   |

| 11 de julio de 2013, 18:00 | Noruega     | 1:1 (1ː0) | Islandia                   | Kalmar Arena, Kalmar, Suecia                              |                                                           |
|                            | Hegland 26' | Reporte   | 87' (pen.) M. Viðarsdóttir | Asistencia: 3867 espectadores Árbitro(s): Katalin Kulcsár | Asistencia: 3867 espectadores Árbitro(s): Katalin Kulcsár |

| 11 de julio de 2013, 20:30 | Alemania | 0:0     | Países Bajos | Växjö Arena, Vaxjo, Suecia                                |                                                           |
|                            |          | Reporte |              | Asistencia: 8861 espectadores Árbitro(s): Silvia Spinelli | Asistencia: 8861 espectadores Árbitro(s): Silvia Spinelli |

| 14 de julio de 2013, 18:00 | Noruega         | 1:0 (0ː0) | Países Bajos | Kalmar Arena, Kalmar, Suecia                            |                                                         |
|                            | Gulbrandsen 54' | Reporte   |              | Asistencia: 4256 espectadores Árbitro(s): Teodora Albon | Asistencia: 4256 espectadores Árbitro(s): Teodora Albon |

| 14 de julio de 2013, 20:30 | Islandia | 0:3 (0ː1) | Alemania                              | Växjö Arena, Vaxjo, Suecia                                |                                                           |
|                            |          | Reporte   | Lotzen 24' · Okoyino da Mbabi 55' 84' | Asistencia: 4620 espectadores Árbitro(s): Kirsi Heikkinen | Asistencia: 4620 espectadores Árbitro(s): Kirsi Heikkinen |

| 17 de julio de 2013, 18:00 | Alemania | 0:1 (0ː1) | Noruega       | Kalmar Arena, Kalmar, Suecia                               |                                                            |
|                            |          | Reporte   | 45+1' Isaksen | Asistencia: 10 346 espectadores Árbitro(s): Esther Staubli | Asistencia: 10 346 espectadores Árbitro(s): Esther Staubli |

| 17 de julio de 2013, 18:00 | Países Bajos | 0:1 (0ː1) | Islandia           | Växjö Arena, Vaxjo, Suecia                                   |                                                              |
|                            |              | Reporte   | 30' Brynjarsdóttir | Asistencia: 3406 espectadores Árbitro(s): Cristina Dorcioman | Asistencia: 3406 espectadores Árbitro(s): Cristina Dorcioman |

### Grupo C
| Selección  | Pts. | PJ | PG | PE | PP | GF | GC | Dif. |
| ---------- | ---- | -- | -- | -- | -- | -- | -- | ---- |
| Francia    | 9    | 3  | 3  | 0  | 0  | 7  | 1  | 6    |
| España     | 4    | 3  | 1  | 1  | 1  | 4  | 4  | 0    |
| Rusia      | 2    | 3  | 0  | 2  | 1  | 3  | 5  | -2   |
| Inglaterra | 1    | 3  | 0  | 1  | 2  | 3  | 7  | -4   |

| 12 de julio de 2013, 18:00 | Francia                       | 3:1 (2ː0) | Rusia        | Estadio Iddrotsparken, Norrkoping, Suecia                 |                                                           |
|                            | Delie 21' 32' · Le Sommer 67' | Reporte   | 84' Morozova | Asistencia: 2980 espectadores Árbitro(s): Jenny Palmqvist | Asistencia: 2980 espectadores Árbitro(s): Jenny Palmqvist |

| 12 de julio de 2013, 20:30 | Inglaterra             | 2:3 (1ː1) | España                                    | Linköping Arena, Linkoping, Suecia                        |                                                           |
|                            | Aluko 8' · Bassett 89' | Reporte   | 4' Boquete · 85' Hermoso · 90+4' Putellas | Asistencia: 5190 espectadores Árbitro(s): Kateryna Monzul | Asistencia: 5190 espectadores Árbitro(s): Kateryna Monzul |

| 15 de julio de 2013, 18:00 | Inglaterra   | 1:1 (0ː1) | Rusia         | Linköping Arena, Linkoping, Suecia                          |                                                             |
|                            | Duggan 90+2' | Reporte   | 38' Korovkina | Asistencia: 3629 espectadores Árbitro(s): Bibiana Steinhaus | Asistencia: 3629 espectadores Árbitro(s): Bibiana Steinhaus |

| 15 de julio de 2013, 20:30 | España | 0:1 (0ː1) | Francia   | Estadio Iddrotsparken, Norrkoping, Suecia                 |                                                           |
|                            |        | Reporte   | 5' Renard | Asistencia: 5068 espectadores Árbitro(s): Carina Vitulano | Asistencia: 5068 espectadores Árbitro(s): Carina Vitulano |

| 18 de julio de 2013, 20:30 | Francia                               | 3:0 (1ː0) | Inglaterra | Linköping Arena, Linkoping, Suecia                        |                                                           |
|                            | Le Sommer 9' · Nécib 62' · Renard 64' | Reporte   |            | Asistencia: 7332 espectadores Árbitro(s): Kirsi Heikkinen | Asistencia: 7332 espectadores Árbitro(s): Kirsi Heikkinen |

| 18 de julio de 2013, 20:30 | Rusia         | 1:1 (1ː1) | España      | Estadio Iddrotsparken, Norrkoping, Suecia                 |                                                           |
|                            | Terekhova 44' | Reporte   | 14' Boquete | Asistencia: 2157 espectadores Árbitro(s): Jenny Palmqvist | Asistencia: 2157 espectadores Árbitro(s): Jenny Palmqvist |

### Mejores terceros puestos
Los dos mejores de los terceros puestos avanzaron a la segunda ronda.
- De acuerdo al reglamento de la competencia: Islandia clasifica al obtener 4 puntos, sin embargo, Dinamarca y Rusia permanecen empatadas con 2 puntos y para determinar la clasificación de mejores terceros no se cuenta el criterio de diferencias de goles (que hubiera sido favorable a Dinamarca). El 18 de julio el Comité Ejecutivo de la UEFA y Karen Espelund, presidenta del Comité de Fútbol Femenino de la UEFA, realizaron un sorteo en donde Dinamarca fue ganadora y avanzó a cuartos de final.[3]

| Equipo    | Gr | Pts | PJ | PG | PE | PP | GF | GC | DG | Sorteo |
| --------- | -- | --- | -- | -- | -- | -- | -- | -- | -- | ------ |
| Islandia  | B  | 4   | 3  | 1  | 1  | 1  | 2  | 4  | -2 |        |
| Dinamarca | A  | 2   | 3  | 0  | 2  | 1  | 3  | 4  | -1 | Sí     |
| Rusia     | C  | 2   | 3  | 0  | 2  | 1  | 3  | 5  | -2 | No     |

## Segunda fase
|  | Cuartos de final | Cuartos de final |           |              | Semifinales | Semifinales |  |          | Final | Final |  |
|  |                  |                  |           |              |             |             |  |          |       |       |  |
|  |                  |                  |           |              |             |             |  |          |       |       |  |
|  | Suecia           | 4                |           |              |             |             |  |          |       |       |  |
|  | Suecia           | 4                |           |              |             |             |  |          |       |       |  |
|  | Islandia         | 0                |           |              |             |             |  |          |       |       |  |
|  | Islandia         | 0                |           | Suecia       | 0           |             |  |          |       |       |  |
|  |                  |                  |           | Suecia       | 0           |             |  |          |       |       |  |
|  |                  |                  | Alemania  | 1            |             |             |  |          |       |       |  |
|  | Italia           | 0                | Alemania  | 1            |             |             |  |          |       |       |  |
|  | Italia           | 0                |           |              |             |             |  |          |       |       |  |
|  | Alemania         | 1                |           |              |             |             |  |          |       |       |  |
|  | Alemania         | 1                |           |              |             |             |  | Alemania | 1     |       |  |
|  |                  |                  |           |              |             |             |  | Alemania | 1     |       |  |
|  |                  |                  | Noruega   | 0            |             |             |  |          |       |       |  |
|  | Noruega          | 3                | Noruega   | 0            |             |             |  |          |       |       |  |
|  | Noruega          | 3                |           |              |             |             |  |          |       |       |  |
|  | España           | 1                |           |              |             |             |  |          |       |       |  |
|  | España           | 1                |           | Noruega (p.) | 1 (4)       |             |  |          |       |       |  |
|  |                  |                  |           | Noruega (p.) | 1 (4)       |             |  |          |       |       |  |
|  |                  |                  | Dinamarca | 1 (2)        |             |             |  |          |       |       |  |
|  | Francia          | 1 (2)            | Dinamarca | 1 (2)        |             |             |  |          |       |       |  |
|  | Francia          | 1 (2)            |           |              |             |             |  |          |       |       |  |
|  | Dinamarca (p.)   | 1 (4)            |           |              |             |             |  |          |       |       |  |
|  | Dinamarca (p.)   | 1 (4)            |           |              |             |             |  |          |       |       |  |
|  |                  |                  |           |              |             |             |  |          |       |       |  |

### Cuartos de final
| 21 de julio de 2013 | Suecia                                           | 4:0 (3ː0) | Islandia | Örjans vall, Halmstad                                  |                                                        |
| 15:00               | M. Hammarström 3' · Öqvist 14' · Schelin 19' 59' | Reporte   |          | Asistencia: 7468 espectadores Árbitra: Kirsi Heikkinen | Asistencia: 7468 espectadores Árbitra: Kirsi Heikkinen |

| 21 de julio de 2013 | Italia | 0:1 (0ː1) | Alemania      | Växjö Arena, Vaxjo                                     |                                                        |
| 18:00               |        | Reporte   | Laudehr 26' · | Asistencia: 9265 espectadores Árbitra: Katalin Kulcsár | Asistencia: 9265 espectadores Árbitra: Katalin Kulcsár |

| 22 de julio de 2013 | Noruega                                               | 3:1 (2ː0) | España        | Kalmar Arena, Kalmar                                       |                                                            |
| 18:00               | Guldbrandsen 24' · Paredes 43' (a.g.) · Hegerberg 64' | Reporte   | 90+2' Hermoso | Asistencia: 10 435 espectadores Árbitra: Bibiana Steinhaus | Asistencia: 10 435 espectadores Árbitra: Bibiana Steinhaus |

| 22 de julio de 2013 | Francia                                 | 1:1 (1:1, 0:1) (t. s.)(2:4 p.) | Dinamarca                                 | Linköping Arena, Linkoping                             |                                                        |
| 20:45               | Nécib 71' (pen.)                        | Reporte                        | 28' Rasmussen                             | Asistencia: 7448 espectadores Árbitra: Carina Vitulano | Asistencia: 7448 espectadores Árbitra: Carina Vitulano |
|                     |                                         | Tiros desde el punto penal     |                                           |                                                        |                                                        |
|                     | Nécib · Thiney · Le Sommer · Delannoy · |                                | Røddik · Rydahl · Nadim · Nielsen · Arnth |                                                        |                                                        |

### Semifinales
| 24 de julio de 2013 | Suecia | 0:1 (0ː1) | Alemania     | Gamla Ullevi, Gotemburgo                                |                                                         |
| 18:30               |        | Reporte   | 33' Marozsán | Asistencia: 16 608 espectadores Árbitra: Esther Staubli | Asistencia: 16 608 espectadores Árbitra: Esther Staubli |

| 25 de julio de 2013 | Noruega                                    | 1:1 (1ː1, 1ː0) (t. s.)(4:2 p.) | Dinamarca                           | Estadio Iddrotsparken, Norrkoping                      |                                                        |
| 18:30               | Christensen 3'                             | Reporte                        | 87' Knudsen                         | Asistencia: 9260 espectadores Árbitra: Kateryna Monzul | Asistencia: 9260 espectadores Árbitra: Kateryna Monzul |
|                     |                                            | Tiros desde el punto penal     |                                     |                                                        |                                                        |
|                     | Gulbrandsen · Dekkerhus · Mjelde · Rønning |                                | Røddik · Nielsen · Nadim · Brogaard |                                                        |                                                        |

### Final
| 28 de julio de 2013 | Alemania   | 1:0 (0:0) | Noruega | Friends Arena, Estocolmo                                    |                                                             |
| 14:00               | Mittag 49' | Reporte   |         | Asistencia: 41 301 espectadores Árbitra: Cristina Dorcioman | Asistencia: 41 301 espectadores Árbitra: Cristina Dorcioman |

|                             |
| Bandera de Alemania         |
| Campeón Alemania 8.º título |

## Estadísticas

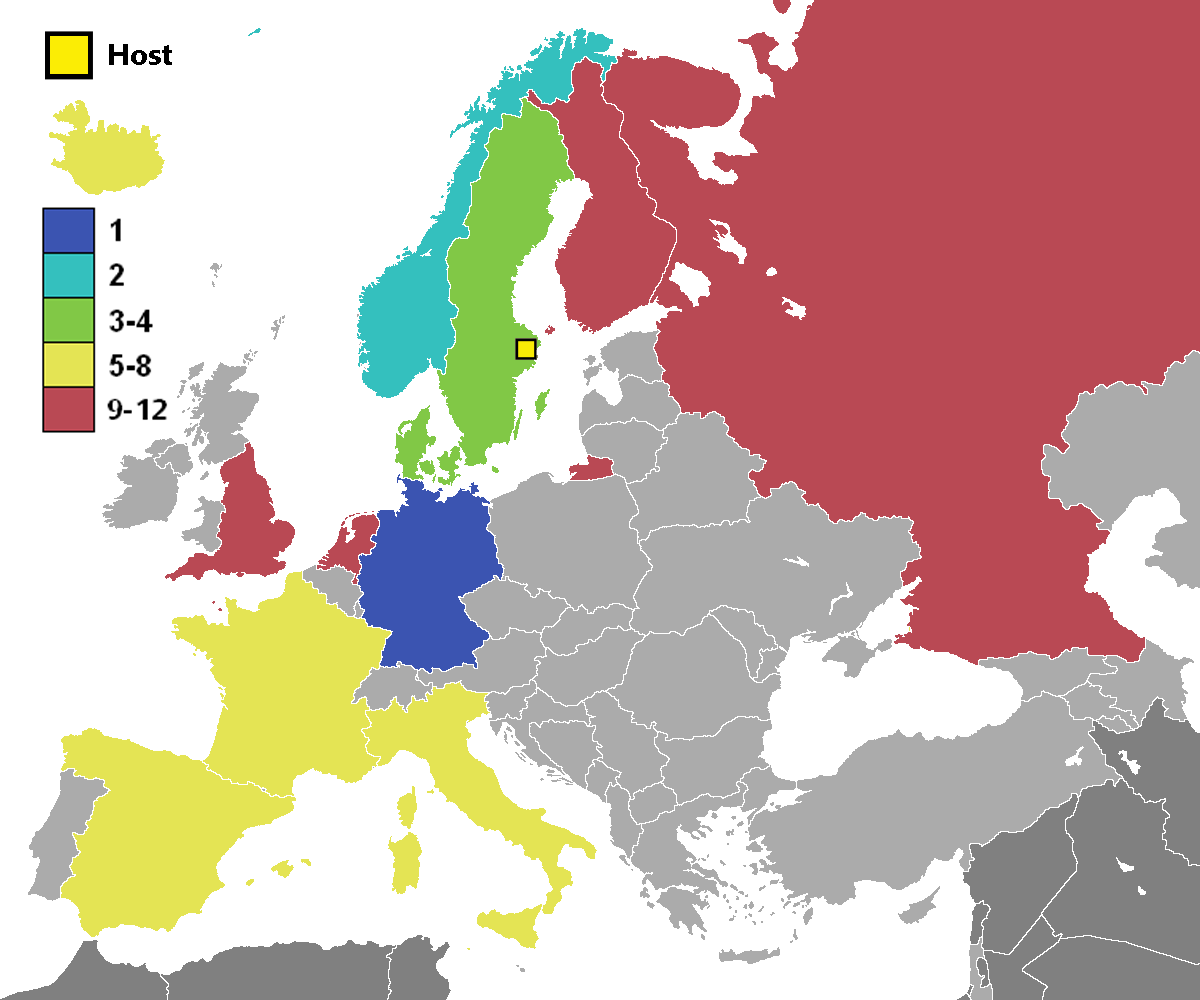
Países participantes según la fase alcanzada en el torneo.

### Goleadoras
| Jugador                | Selección  | Goles | Minutos |
| ---------------------- | ---------- | ----- | ------- |
| Lotta Schelin          | Suecia     | 5     | 337'    |
| Nilla Fischer          | Suecia     | 3     | 360'    |
| Marie-Laure Delie      | Francia    | 2     | 151'    |
| Eugénie Le Sommer      | Francia    | 2     | 207'    |
| Mia Brogaard           | Dinamarca  | 2     | 270'    |
| Wendie Renard          | Francia    | 2     | 270'    |
| Jennifer Hermoso       | España     | 2     | 270'    |
| Josefine Öqvist        | Suecia     | 2     | 282'    |
| Solveig Gulbrandsen    | Noruega    | 2     | 284'    |
| Melania Gabbiadini     | Italia     | 2     | 333'    |
| Célia Okoyino da Mbabi | Alemania   | 2     | 338'    |
| Verónica Boquete       | España     | 2     | 360'    |
| Ilaria Mauro           | Italia     | 1     | 110'    |
| Alexia Putellas        | España     | 1     | 119'    |
| Annica Sjölund         | Finlandia  | 1     | 151'    |
| Toni Duggan            | Inglaterra | 1     | 154'    |
| Louisa Necib           | Francia    | 1     | 177'    |
| Laura Bassett          | Inglaterra | 1     | 180'    |
| Eniola Aluko           | Inglaterra | 1     | 210'    |
| Simone Laudehr         | Alemania   | 1     | 220'    |
| Kosovare Asllani       | Suecia     | 1     | 252'    |
| Kristine Hegland       | Noruega    | 1     | 270'    |
| Elena Terekhova        | Rusia      | 1     | 270'    |
| Elena Morozova         | Rusia      | 1     | 270'    |
| Nelli Korovkina        | Rusia      | 1     | 270'    |
| Marie Hammarström      | Suecia     | 1     | 300'    |
| Lena Lotzen            | Alemania   | 1     | 306'    |
| Ada Hegerberg          | Noruega    | 1     | 308'    |
| Dagný Brynjarsdóttir   | Islandia   | 1     | 309'    |
| Margrét Vidarsdóttir   | Islandia   | 1     | 321'    |
| Ingvild Isaksen        | Noruega    | 1     | 346'    |